# Madura (djur)
För andra betydelser, se Madura.
Madura är ett släkte av insekter. Madura ingår i familjen bredkantskinnbaggar.
Kladogram enligt Catalogue of Life:
| Madura | \| \| Madura fuscoclavata \| \| \| \| \| \| Madura perfida \| \| \| \| |
|        | \| \| Madura fuscoclavata \| \| \| \| \| \| Madura perfida \| \| \| \| |
|        | Madura fuscoclavata                                                    |
|        |                                                                        |
|        | Madura perfida                                                         |
|        |                                                                        |